# Chiloglanis
Chiloglanis – rodzaj słodkowodnych ryb sumokształtnych z rodziny pierzastowąsowatych (Mochokidae).

## Występowanie
Zasiedlają wody tropikalnej i subtropikalnej strefy Afryki.

## Klasyfikacja
Gatunki zaliczane do tego rodzaju:
| - Chiloglanis angolensis - Chiloglanis anoterus - Chiloglanis asymetricaudalis - Chiloglanis batesii - Chiloglanis benuensis - Chiloglanis bifurcus - Chiloglanis brevibarbis - Chiloglanis cameronensis - Chiloglanis carnosus - Chiloglanis congicus - Chiloglanis deckenii - Chiloglanis disneyi - Chiloglanis elisabethianus - Chiloglanis emarginatus - Chiloglanis fasciatus - Chiloglanis harbinger - Chiloglanis igamba - Chiloglanis kalambo - Chiloglanis kazumbei - Chiloglanis lamottei - Chiloglanis lufirae - Chiloglanis lukugae - Chiloglanis macropterus - Chiloglanis marlieri - Chiloglanis mbozi | - Chiloglanis micropogon - Chiloglanis microps - Chiloglanis modjensis - Chiloglanis neumanni - Chiloglanis niger - Chiloglanis niloticus - Chiloglanis normani - Chiloglanis occidentalis - Chiloglanis orthodontus - Chiloglanis paratus - Chiloglanis pojeri - Chiloglanis polyodon - Chiloglanis polypogon - Chiloglanis pretoriae - Chiloglanis productus - Chiloglanis reticulatus - Chiloglanis rukwaensis - Chiloglanis ruziziensis - Chiloglanis sanagaensis - Chiloglanis sardinhai - Chiloglanis somereni - Chiloglanis swierstrai - Chiloglanis trilobatus - Chiloglanis voltae |